# Opération Martlet
Seconde Guerre mondiale
Batailles
Opérations de débarquement (Neptune)
- Tonga (Deadstick, Batterie de Merville)
- Albany (Chicago, Manoir de Brécourt)
- Boston (Detroit)
- Utah Beach
- Omaha Beach (Pointe du Hoc)
- Gold Beach
- Juno Beach
- Sword Beach

Secteur anglo-canadien
- Caen
- Authie
- Perch (Villers-Bocage)
- Putot
- Bretteville-l'Orgueilleuse
- Norrey
- Mesnil-Patry
- Martlet
- Epsom
- Windsor
- Charnwood
- Jupiter
- Atlantic
- Goodwood
- Crête de Verrières
- Spring
- Bluecoat
- Totalize
- Tractable

Secteur américain
- Carentan
- Cotentin
- Cherbourg (Bombardement)
- Bataille des Haies (Elle, Saint-Lô, La Haye-du-Puits)
- Cobra
- Mortain

Fin de la bataille de Normandie et libération de l'Ouest
- Rennes
- Saint-Malo
- Brest
- Poche de Falaise
- Chambois
- Paris

Mémoire et commémorations
- Cimetières militaires de la bataille de Normandie
- Commémorations du 70e anniversaire
- Projet UNESCO de classement des plages

L'opération Martlet (appelée opération Dauntless dans l'histoire officielle de la campagne britannique) est le nom donné à une opération de diversion qui fut lancée le 25 juin 1944 par la 49e division d'infanterie (West Riding) du XXXe corps, afin d'appuyer l'opération Epsom ayant pour objectif d'envelopper Caen. Ces deux opérations doivent permettre de franchir l' Odon et l'Orne au Sud de Caen.

## Déroulement de l'opération
L'assaut est dirigé par le VIIIe corps dans la vallée de l'Odon. Le rôle de la division est de sécuriser le flanc du VIIIe corps pendant son avancée et de prévenir toute contre-attaque. C'est le baptême du feu pour la 49e (West Riding). Les Alliés échouent à atteindre leurs objectifs initiaux le 25 juin et l'opération continue jusqu'au 1er juillet 1944, après une tentative de contre-attaque finale de la 2e division SS Das Reich et de la 9e Panzerdivision SS Hohenstaufen.